# Conseil d'État prussien (1921-1933)
Ne doit pas être confondu avec Conseil d'État prussien (1817-1918) ou Conseil d'État prussien (1933).

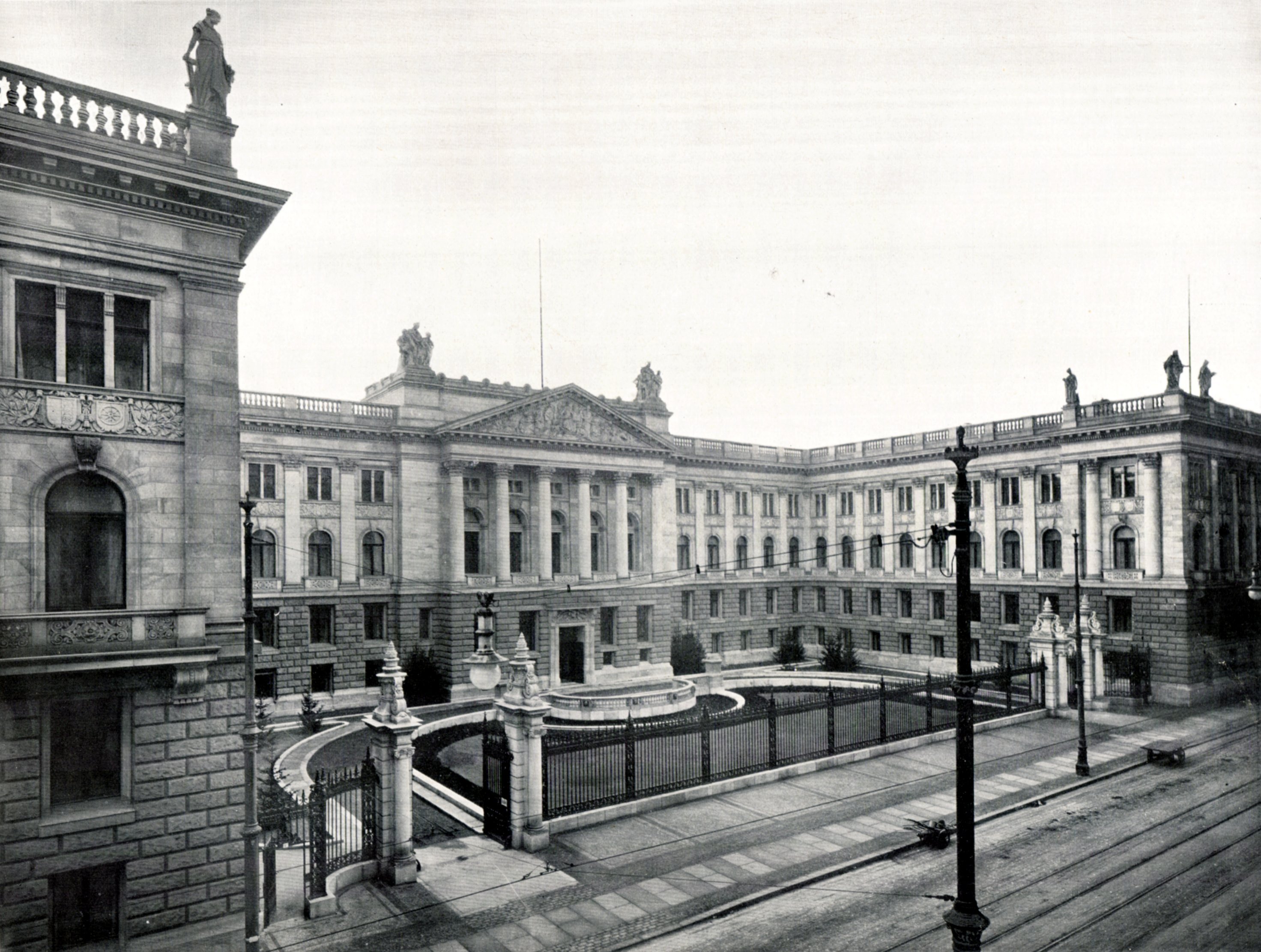
Chambre des seigneurs de Prusse, siège du Conseil d'État prussien de 1921 à 1933

Le Conseil d'État prussien est la seconde chambre de l'État libre de Prusse de 1921 à 1933, aux côtés du Parlement d'État prussien, défini par l'article 31 de la Constitution prussienne de 1920.

## Contexte
Le Conseil d'État du royaume de Prusse jusqu'en 1848 est une institution importante au sein de l'exécutif prussien, mais son importance diminue avec le développement du constitutionnalisme. Le Conseil d'État prépare des avis d'experts et formule des recommandations. Le pouvoir de décision appartient uniquement au roi et au cabinet.
Avec la constitutionnalisation croissante et l'exigence associée de séparation des pouvoirs, la pérennité du Conseil d'État est remise en cause. La constitution prussienne de 1850 ne prévoit plus le Conseil d'État. Le décret du 12 janvier 1852 tente de le faire renaître. Mais le Conseil d'État ne trouve pas sa place dans l'État constitutionnel. Même la tentative de relance de 1884 et le transfert de la présidence au prince héritier Frédéric-Guillaume n'ont pas de succès notable. Il finit par s'endormir.

## État libre de Prusse

### Général
Avec l'adoption de la Constitution prussienne le 30 novembre 1920, l'article 31 établit le Conseil d'État comme organe de participation provinciale à la législation. De cette manière, l'État libre de Prusse reçoit un élément fédéral. Pour le reste, la Prusse reste un État unitaire, les provinces ne sont donc pas des États fédérés.
En tant que Chambre haute du Parlement prussien, le Conseil d'État se réunit dans le bâtiment de l'ancienne chambre des seigneurs de Prusse de la Leipziger Straße à Berlin, aujourd'hui le bâtiment du Bundesrat (de).
Le Conseil d'État est composé de membres délégués par les parlements provinciaux. Tout citoyen âgé de plus de 25 ans peut être élu. Le nombre d'émissaires dans une province dépend de la population, chaque province envoie au moins 3 représentants (exception : Province de Hohenzollern : 1 représentant), sinon une voix est attribuée à chaque tranche de 500 000 habitants et une voix supplémentaire est attribuée à un reste d'au moins 250 000 habitants.
Comme le Reichsrat dans le Reich, le Conseil d'État n'a que le droit de s'opposer au Parlement. Son objection est rejetée à la majorité des deux tiers au parlement de l'État. Il dispose en outre d'un droit d'initiative indirect : les propositions sont adressées au ministère d'État prussien (de), qui doit les transmettre au parlement. Toutes les dépenses de l'État dépassant le budget nécessitent l'approbation du Conseil d'État. Le Conseil d'État a le droit de s'exprimer sur toutes les questions concernant le parlement et donc la législation. Il dispose d'un droit d'information vis-à-vis du ministère d'État.
Le Conseil d'État est convoqué par le président, à la demande de tous les représentants d'une province, d'un cinquième de tous les membres ou du ministère d'État.
De 1921 à 1933, la fonction de président du Conseil d'État est occupée par le maire de Cologne, Konrad Adenauer (Zentrum).

### Représentants des provinces au Conseil d'État prussien
Les élections des membres du Conseil d'État prussien par les parlements provinciaux ont lieu environ un mois après les dates des élections des parlements provinciaux (à des dates différentes). La liste suivante indique les jours d'élection des parlements provinciaux.
| Jour d'élection | Nombre | AG 1 | SPD  | Z  | USPD | DDP | KPD | DHP | WP | NSDAP |
| --------------- | ------ | ---- | ---- | -- | ---- | --- | --- | --- | -- | ----- |
| 21/02/1921      | 79     | 26   | 20   | 20 | 6    | 3   | 3   | 1   |    |       |
| 16/10/1921      | 79     | 26   | 21   | 20 | 5    | 3   | 3   | 1   |    |       |
| 19/11/1922      | 77     | 26   | 20   | 19 | 5    | 3   | 3   | 1   |    |       |
| 29/11/1925      | 81     | 32   | 24   | 17 |      | 2   | 5   |     | 1  |       |
| 17/11/1929      | 81     | 28   | 22   | 19 |      | 3   | 6   |     | 3  |       |
| 12/03/1933      | 80     | 6    | 8ème | 12 |      |     |     |     |    | 54    |

1 AG : Groupe de travail prussien au Conseil d'État : DNVP, DVP et autres partis bourgeois et de droite
Les membres adjoints et titulaires du Conseil d'État figurent dans la liste des membres du Conseil d'État prussien (1921-1933) (de).

### Conseil d'État contre ministère d'État
L'article 31 de la Constitution prussienne de 1920 stipule : « Un Conseil d'État sera formé pour représenter les provinces dans la législation et l'administration de l'État. Konrad Adenauer, maire de Cologne, devient président du Conseil d'État. En tant qu'homme politique du Zentrum catholique, il est réservé envers le gouvernement de l'État (ministère d'État). Face au ministre-président SPD, Otto Braun, il estime que le gouvernement d'État ne traite pas le Conseil d'État selon l'importance qui lui est accordée par la Constitution.
De leur côté, Braun et l'ensemble du gouvernement ne sont pas du même avis : Braun craint que l'on empiète sur ses compétences en matière de directives en tant que ministre-président, tandis que les autres ministres, y compris ceux du centre, craignent une éventuelle dilution des réformes démocratiques par les provinces conservatrices de l'Est de l'Elbe.
C'est ainsi que se développe une rivalité entre les deux hommes politiques et leurs organes d'État, qui conduit à un blocage du Conseil d'État jusqu'au début des années 1930. Dès 1922, Adenauer porte son affaire devant la Cour d'État du Reich allemand (de). Celle-ci aboutit finalement à un accord en 1923, après qu'Adenauer ait retiré une grande partie de ses revendications. La "petite guerre" d'Adenauer contre Braun a probablement au moins affaibli le gouvernement de l'État, si ce n'est lui a porté préjudice.

### Fin politique en 1932 et reconsécration en 1933
Les élections régionales du 24 avril 1932, qui ne permettent pas de dégager une majorité gouvernementale, privent également le Conseil d'État d'une grande partie de ses possibilités d'action. Les décisions législatives et budgétaires ne peuvent plus être mises en œuvre. Le « Coup de Prusse » du 20 juillet 1932, lors duquel le gouvernement national-conservateur du Reich, soutenu par Hindenburg et composé pour la plupart de non-membres du parti - sur la base d'un décret d'urgence du président du Reich (qui est clairement opposé à la politique d'Otto Braun) - prend le pouvoir exécutif en Prusse, ne laisse également plus guère de marge de manœuvre au Conseil d'État. À la suite de la plainte déposée par le gouvernement de l'État et deux factions parlementaires intentent une action (de) devant la Cour de justice de l'État pour le Reich allemand, celle-ci statue que l'ordonnance d'urgence n'aurait certes pas dû priver le gouvernement de l'État dirigé par Otto Braun de la représentation de la Prusse au Conseil du Reich ou autrement vis-à-vis du Reich ou du parlement prussien, mais qu'elle est conforme à la Constitution dans la mesure où elle désigne le chancelier du Reich comme commissaire du Reich pour la Prusse et autorise ce dernier à retirer temporairement les pouvoirs officiels aux ministres de l'État prussien et à assumer lui-même ces pouvoirs ou à les confier à d'autres commissaires du Reich.

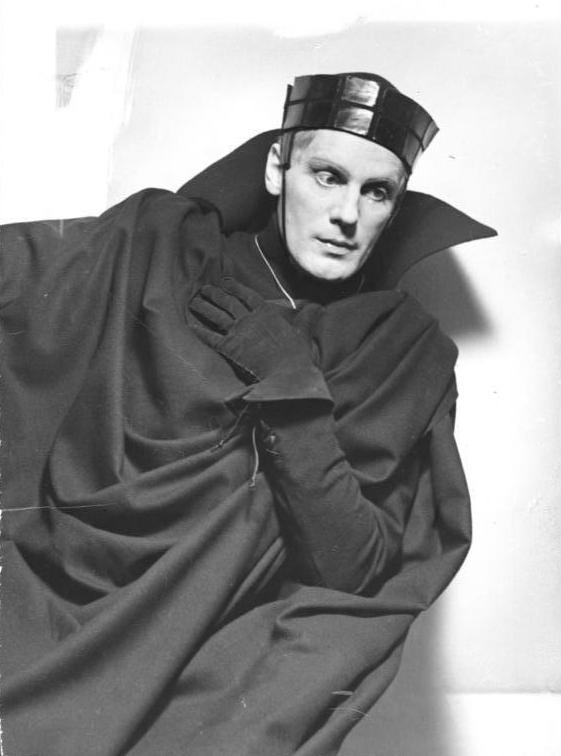
Conseiller d'État prussien par la grâce de Göring : l'acteur d'État Gustaf Gründgens 1936 comme Hamlet

Le 4 février 1933, le président du parlement, Hanns Kerrl (NSDAP), demande l'autodissolution du parlement pour des raisons de politique de pouvoir dans le cadre d'une élection anticipée du parlement, mais cette demande est refusée par les élus démocratiques restants (SPD, Zentrum, DStP) et n'aboutit pas faute de majorité. Le collège des trois hommes nécessaire à la dissolution, composé du président du parlement, du ministre et du président du Conseil d'État, ne prend pas non plus une telle décision, ce qui est compréhensible, étant donné qu'une nouvelle élection aurait très probablement privé Braun et, à long terme, Adenauer de leurs fonctions, et que Kerrl ne peut donc pas obtenir de majorité pour sa proposition.
Kerrl s'adresse alors au président du Reich Hindenburg, qui, par un décret d'urgence du 6 février 1933, dépouille illégalement Braun des compétences qui lui restent et le remplace par le commissaire du Reich pour la Prusse, Franz von Papen. Adenauer reste en poste. Lorsque le collège des trois hommes se réunit à nouveau, Adenauer quitte la salle avant le vote, sans doute convaincu d'avoir ainsi rendu juridiquement impossible la prise de décision. Papen et Kerrl, en revanche, dans l'intérêt de leurs objectifs, interprétent l'action d'Adenauer comme une abstention et décident de dissoudre le parlement ; la légalité de cette procédure est sujette à de sérieux doutes.
Lors des nouvelles élections du 5 mars, organisées parallèlement à celles du Reichstag, le NSDAP obtient la majorité nécessaire pour faire passer une loi d'habilitation prussienne qui donne au chancelier du Reich tout pouvoir sur le pays. Le Conseil d'État est ainsi définitivement privé de ses fonctions co-législatives et co-exécutives. Lors des élections provinciales qui ont lieu le même mois, le NSDAP obtient également la majorité des sièges au Conseil d'État. Le 26 avril, le conseil élit Robert Ley, le chef de l'organisation du Reich du NSDAP, pour succéder à Adenauer. La "loi sur le Conseil d'État" prussienne du 8 juillet 1933 dissout le Conseil d'État dans sa fonction actuelle.
Parallèlement à la dissolution de l'ancien Conseil d'État, une nouvelle institution du même nom est créée. Le Conseil d'État se compose désormais de membres de droit et de personnes nommées par Hermann Göring en sa qualité de ministre-président de Prusse afin de leur décerner le titre de Conseil d'État.

## Lieu de réunion
Le Conseil d'État prussien se réunit entre 1921 et 1933 à l'ancienne chambre des seigneurs de Prusse de la Leipziger Strasse. Après la Seconde Guerre mondiale, elle abrite une partie de l'Académie des sciences de la RDA. Depuis l'an 2000, le bâtiment, rénové et doté à nouveau d'une salle plénière, sert de siège au Conseil fédéral.